# Dominique Tirmont
Pour les articles homonymes, voir Tirmont.
Dominique Tirmont est un chanteur et acteur français né le 21 janvier 1923 à Paris où il est mort le 10 août 2002.

## Biographie

### Vie privée
Fils du ténor Edmond Tirmont, Dominique Tirmont a été marié avec Janine Menant du 16 novembre 1948 au décès de celle-ci, le 12 avril 1978. Le couple a eu une fille, Frédérique (née en 1950), également actrice.
Dominique Tirmont a épousé en secondes noces la mezzo-soprano Cécile Galois le 21 avril 1984. Le couple a divorcé le 2 mai 1994.
Il eut une seconde fille, Marie (née en 1990), également actrice.

## Théâtre
- 1949 : Baratin de Jean Valmy et André Hornez, mise en scène Alfred Pasquali, l'Européen : François
- 1953 : Ah ! les belles bacchantes de et mis en scène par Robert Dhéry, théâtre Daunou
- 1958 : Rose de Noël de Franz Lehár, mise en scène Maurice Lehmann, théâtre du Châtelet : le colonel Tibor Tabakovitz
- 1963 : Così fan tutte de Wolfgang Amadeus Mozart, mise en scène Robert Manuel, théâtre Montansier et tournée : Don Alfonso
- 1964 : Sur le chemin du forum de Stephen Sondheim, mise en scène Yves Robert, théâtre du Palais-Royal : Miles Glosorius
- 1964 : Eugène le mystérieux de Jean-Michel Damase et Marcel Achard, mise en scène Maurice Lehmann, théâtre du Châtelet : le Chourineur
- 1967 : Orphée aux Enfers de Jacques Offenbach, mise en scène Jean-Jacques Etchevery, Opéra de Nancy et de Lorraine et Printemps musical / théâtre municipal d'Angoulême : Jupiter
- 1967 : Valses de Vienne de Johann Strauss et Johann Strauss II , mise en scène Jacques Jansen, Printemps musical / théâtre municipal d'Angoulême : le prince Gogol
- 1967 : La Vie parisienne de Jacques Offenbach, mise en scène Gérard Boireau, Grand Casino de Vichy : le Baron de Gondremark
- 1968 : La Veuve joyeuse de Franz Lehár, mise en scène Gérard Boireau, Grand Casino de Vichy : le baron Popoff
- 1969 : La Périchole de Jacques Offenbach, mise en scène Maurice Lehmann, théâtre de Paris : Don Pédro
- 1970 : L'Amour masqué de Sacha Guitry et André Messager, mise en scène Jean-Pierre Grenier, théâtre du Palais-Royal : le maharadjah
- 1970 : Sweet Charity de Cy Coleman, Dorothy Fields et livret de Neil Simon, mise en scène Robert Manuel, théâtre des Champs-Élysées
- 1971 : Les Folles Années de l'opérette de Bernard Gavoty et Fanély Revoil, théâtre du Palais-Royal
- 1972 : Valses de Vienne de Johann Strauss et Johann Strauss II, mise en scène Christian Asse, Grand Théâtre de Bordeaux
- 1972 : Il était une fois l'opérette, conception Jean Poiret, mise en scène Claude Jourdan, théâtre du Palais-Royal
- 1973 : La Belle Hélène de Jacques Offenbach, mise en scène Tito Serebrinsky, Opéra de Marseille
- 1973 : La Chauve-souris de Johann Strauss II, mise en scène Georges Chevalier, Opéra-théâtre d'Avignon
- 1975 : Monte-Cristo de Michel Legrand et Eddy Marnay d'après Alexandre Dumas, mise en scène Jean-Claude Auvray, théâtre des Champs-Élysées
- 1975 : Pourquoi tu chanterais pas de Jacques Revaux, Roland Vincent et Marcel Amont, conception et mise en scène Henri Garcin, théâtre des Bouffes-Parisiens : Roger Dewancker
- 1976 : Croisière d'amours, de Dominique Tirmont et Clade Dufresne, mise en scène Dominique Tirmont, Bobino
- 1980 : Les Misérables de Claude-Michel Schönberg et Alain Boublil, mise en scène Robert Hossein, palais des sports de Paris : M. Gillenormand
- 1986 : La Belle Hélène de Jacques Offenbach, mise en scène Jacques Martin, théâtre de Paris : Agamemnon
- 1986 : N'écoutez pas, mesdames ! de Sacha Guitry, mise en scène Pierre Mondy, théâtre du Palais-Royal : le Baron de Charençay
- 1989 : Une nuit à Venise de Johann Strauss II, mise en scène Michel Billiet, théâtre du Capitole
- 1989 : Les Saltimbanques de Louis Ganne, mise en scène Maurice Ducasse, Grand Théâtre de Bordeaux
- 1990 : Dédé d'Henri Christiné, mise en scène Gérard Boireau, Grand Théâtre de Bordeaux
- 1991 : N'écoutez pas mesdames ! de Sacha Guitry, mise en scène Pierre Mondy, théâtre de la Madeleine : le baron de Charençay

en tant qu'auteur
- 1968 : Rendez-vous à Paris de Jacques Mareuil, Dominique Tirmont et Georges Liferman, théâtre Le Ranelagh
- 1978 : Rétro Parade de Claude Dufresne et Dominique Tirmont; théâtre des Bouffes-Parisiens

## Filmographie

### Cinéma
- 1945 : L'Ennemi secret; court métrage de J.K. Raymond Millet
- 1951 : Les Mémoires de la vache Yolande d'Ernst Neubach : le chanteur
- 1954 : Ah ! les belles bacchantes de Jean Loubignac : un adjoint de Lebeuf
- 1967 : Les Demoiselles de Rochefort de Jacques Demy : Bill (voix française)
- 1980 : Alors... Heureux ? de Claude Barrois, Marc Jolivet et Pierre Jolivet : Julien Billardon, ministre de l'Intérieur

### Télévision
- 1958 : Airs de France : Le Comte de Luxembourg de Franz Lehár, réalisation Jean-Paul Carrère : le comte Fernand
- 1959 : Barbizier de Jean-Pierre Chartier : Bartholo
- 1959 : Airs de France : Comtesse Maritza d'Emmerich Kálmán, réalisation Guy Lessertisseur : le prince Populesco
- 1959 : Airs de France : Passionnément d'André Messager, réalisation Guy Lessertisseur : William Stevenson
- 1965 : Le Miroir à trois faces : La Vie de bohème d'Henry Murger, réalisation Maurice Cazeneuve : Marcel
- 1966 : Beaumarchais ou 60 000 fusils de Marcel Bluwal (téléfilm) : Figaro
- 1967 : Allô police, épisode La Bouquetière des innocents de Lazare Iglésis
- 1977 : Paris-Cabourg d'Anne Revel (téléfilm) : Léon

## Doublage
- 1965 : La Mélodie du bonheur : le capitaine Georg von Trapp (Christopher Plummer)
- 1992 : Sister Act : l'évêque O'Hara
- 1996 : Le Bossu de Notre-Dame : l’archidiacre